# Dominado
El Dominado o Imperio romano tardío (284-565/641) fue la última fase de gobierno en el antiguo Imperio romano, después del periodo conocido como Principado, que se inició en 27 a. C. con César Augusto, el primer emperador.  Se ha considerado tradicionalmente que comienza en 284 con la subida al trono de Diocleciano, después de la crisis del siglo III de los años 235-284, y termina con la caída del Imperio romano de Occidente, en 476, mientras que el final del Imperio Romano de Oriente es discutido entre el fin del reinado de Justiniano I (565) y el de Heraclio (641).

## Origen del término
El término Dominado deriva del latín dominus, que significa señor o dueño. Era la forma tradicional con la que los esclavos se dirigían a sus amos. Durante el Principado se usó esporádicamente para dirigirse al emperador, aunque se consideraba una adulación excesiva. Augusto desalentó esta práctica, y Tiberio la consideraba un servilismo. En cambio, Domiciano alentó su uso, pero ninguno de los emperadores utilizó el término hasta el reinado de Aureliano, cuando en 274 sus monedas llevan la inscripción deus et dominus natus.
Sin embargo, es con Diocleciano cuando el término se adoptó oficialmente como parte de la titulatura oficial del emperador, formando parte de las reformas radicales que transformaron el Principado, en el que el tratamiento del emperador era el de princeps ('primer ciudadano'), en Dominado.

## Transición
El sistema de gobierno del Dominado surgió como respuesta a los 50 años de caos de la crisis del siglo III. Las usurpaciones, insurrecciones y conflictos militares revelaron la debilidad del estado romano bajo el Principado, y vieron un movimiento gradual hacia una versión más formalmente autocrática, que comenzó después de 285. En términos generales, se ve una gradual exclusión de la élite senatorial al alto mando militar, y a una elevación paralela del orden ecuestre, así como la reorganización de las fuerzas armadas, cambios en la vestimenta imperial, reforma monetaria y creación de una burocracia civil imperial.
Los historiadores contemporáneos rechazan la interpretación de una transición del Principado al Dominado tan claramente ocurrida; más bien la tildan de una transformación más sutil y gradual, en la cual las reformas de Diocleciano en el oficio imperial, aunque significativas, son solo un punto de una larga lista. Sin embargo, la distinción entre las dos fases principales del gobierno imperial se antoja importante y útil.

## Características

### Emperadores múltiples
Durante la crisis del siglo III, el enfoque imperial tradicional de una única magistratura suprema basada en Roma resultó impracticable, a causa de las múltiples invasiones y usurpaciones, que requerían que el emperador estuviera en varios lugares a la vez. Es más, su ausencia era causa de nuevas usurpaciones de los poderes provinciales o locales.
Bajo el Dominado, la carga imperial fue cada vez más compartida entre colegas, el llamado Consortium imperii. Fue Diocleciano quien introdujo esta forma de gobierno, bajo un sistema llamado Tetrarquía, que originalmente consistía en la existencia de dos coemperadores (augustos) y dos emperadores subordinados o juniors (césares), que compartían el poder imperial. Este modelo duró desde el año 289 hasta el 324. Tras la muerte de Constantino I en 337, el imperio volvió a compartir múltiples augusti. El  modelo se volvió permanente en 364, con la llegada de Valentiniano I, que compartió el trono con su hermano, Valente. A excepción de los tres años de gobierno solitario de Teodosio I (392-395), este enfoque prevaleció hasta la caída del Imperio romano de Occidente, en 476.
Aunque cada augusto era autónomo dentro de su territorio, todas las leyes introducidas por cada emperador eran válidas en todo el territorio imperial.

### Devaluación del consulado
Durante la República romana, el cargo de cónsul era la más alta magistratura del estado con dos cónsules electos anualmente. Con la llegada del Principado, aunque el poder real pertenecía al emperador, los cónsules eran en teoría los cabezas del estado, y el calendario se identificaba por ellos. Solo los excónsules podían acceder a los más altos cargos de la Administración: legados imperiales, procónsules de África y Asia, o prefectos de Roma.
Bajo el Dominado, se perdieron muchas de las funciones preconsulares, por lo que la carrera senatorial se devaluó. Los équites ocuparon muchas de las funciones militares y administrativas, y el cargo de cónsul perdió importancia, hasta el punto de que en ocasiones quedó fuera de las inscripciones públicas.

### Reformas militares
Bajo el Principado, las provincias con legiones estaban bajo la autoridad proconsular del emperador, que las gobernaba por medio de legados, mientras que las unidades estacionadas en Roma estaban bajo la autoridad del prefecto del pretorio.
Diocleciano separó la administración militar de la civil para mitigar el riesgo de que futuros gobernadores o prefectos pudieran tomar el poder por la fuerza.  Durante la Tetrarquía, los prefectos pretorianos estaban en lo alto de la administración, solo por debajo del emperador. Durante el transcurso del Dominado, los prefectos fueron cediendo parcelas de poder a otros cargos, como los Magister militum para asuntos militares, y los Magister officiorum para asuntos civiles.
Las siguientes reformas se tomaron bajo Constantino I, que reorganizó el mando supremo militar. Dos reformas destacan: la separación de los mandos militares de la administración civil, y la división del ejército en dos clases, los "comitatenses" (tropas de campaña) y los  "limitanei" (tropas fronterizas).  Las tropas de campaña servían como fuerza estratégica de reserva, para responder a las posibles crisis, mientras que las tropas de frontera estaban estacionadas a lo largo de los limes.

### Reformas religiosas
El Dominado mostró enormes cambios en la religión oficial del imperio, desde sus orígenes panteistas. Su principal característica es la elevación de una deidad suprema sobre todos los pueblos del imperio.
Los orígenes del cambio están en el reinado de Aureliano, que promovió la adoración del Sol Invictus como deidad suprema. Aunque la adoración del Sol Invictus no retiró la veneración de los dioses tradicionales de Roma, se vio como señal de favoritismo imperial, y los emperadores vincularon su culto al bienestar del estado y a las victorias militares.
Posteriormente, durante el reinado de Diocleciano, se adoptó el culto al emperador como expresión de lealtad al estado Anteriormente, los emperadores fallecidos habían sido adorados como divus en todo el imperio. Los emperadores vivos fueron adorados como dioses en la mitad oriental del imperio desde el tiempo de Augusto, aunque esto no fuera alentado durante el Principado, y no fue introducido en Italia. Diocleciano fue asociado con el dios Júpiter, mientras que su colega Maximiano se asoció con Hércules.

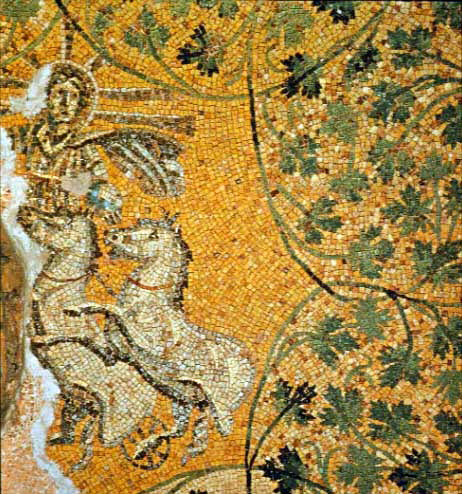
Cristo como Sol Invictus

Bajo Constantino I comenzó la transformación religiosa que dio una nueva forma al Dominado. Inicialmente, Constantino favoreció la adoración de un único dios, en la forma del Sol Invictus. Pero durante el curso de su reinado, la identificación de este dios empezó a mezclarse con el Dios cristiano. Para evitar ofender a los cristianos, Constantino abandonó la pretensión formal de divinidad imperial, y acabó con los sacrificios del culto imperial. También adoptó dos nuevos símbolos religiosos en la iconografía imperial, el crismón y el lábaro. Al tiempo de la muerte de Constantino en 337. el proceso se completó con la conversión oficial al cristianismo en su lecho de muerte.
A partir de entonces, los cristianos empezaron a prevalecer en la corte imperial a costa de los paganos, especialmente después de la derrota de Majencio, en el 312. A finales del siglo IV, el paganismo fue prohibido. Finalmente, el cristianismo se convirtió rápidamente en religión oficial del imperio, aunque subsistieron algunos restos del culto pagano, como la asunción del papel de Pontífice máximo hasta el año 381.
En la época de Teodosio I, la organización de la Iglesia imperial se había alineado con la administración civil del imperio. Cada ciudad tenía su obispo, cada provincia tenía su metropolitano, y cada diócesis tenía una jerarquía católica. Existían cinco patriarcados. El obispo de Roma, cuya autoridad se extendía sobre el occidente latino; el Patriarcado de Constantinopla, con las diócesis de Tracia, Ponto y Asia; el Patriarcado de Alejandría, correspondiente a la diócesis de Egipto;.el Patriarcado de Antioquía, con jurisdicción sobre la mayoría de las prefecturas del este: y el pequeño Patriarcado de Jerusalén, con las tres provincias palestinas.
Los emperadores, con el tiempo, concedieron muchos privilegios al clero y a las iglesias, como exenciones de impuestos, y concesión de asilo en los templos.